# Buket (2013.)
Buket (engleski izvornik The Bouquet), američka romantična drama iz 2013. godine. 

## Sažetak
U cvjećarskoj obitelji Benton je obilje ljubavi, unatoč svim problemima. 